# Kozły-Janowo
Kozły-Janowo (prononciation : [ˈkɔzwɨ jaˈnɔvɔ]) est un village polonais de la gmina de Szydłowo dans le powiat de Mława de la voïvodie de Mazovie dans le centre-est de la Pologne.

## Histoire
De 1975 à 1998, le village appartenait administrativement à la voïvodie de Ciechanów.